# Hipòtesi de Prout

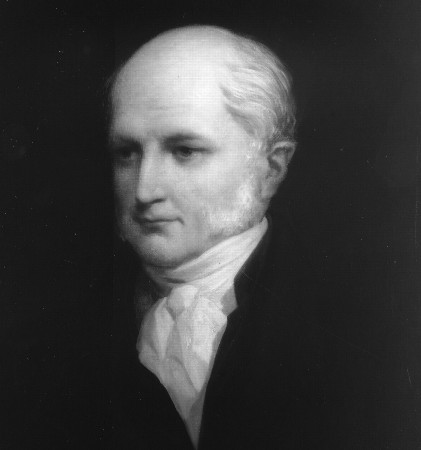
William Prout (1785-1850), retrat de Henry Wyndham Phillips.

Fusió nuclear a l'interior de les estrelles. Nucleosíntesi de ^{4}He a partir de protons, ¹H.

La hipòtesi de Prout diu que les masses atòmiques dels elements químics són múltiples sencers de la massa atòmica de l'hidrogen. Com a conseqüència els àtoms de la resta d'elements químics estan formats per la condensació d'àtoms d'hidrogen, de manera que l'hidrogen és la substància primària, que anomenà protil, derivat del grec πρῶτον, primer, i de ὒλη, matèria de la qual està fet tot segons els filòsofs grecs.
Aquesta hipòtesi fou proposada pel metge anglès William Prout en dos articles el 1815 i 1816. Ben aviat fou rebatuda per importants químics com el suec Jöns Jacob Berzelius sobre la base dels valors de les masses atòmiques per ells obtingudes. Malgrat que aquestes proves contràries els químics se sentiren atrets per ella i intentaren confirmar-la. Però l'obtenció de masses atòmiques relatives no senceres, com la del clor, 35,5, i la del coure, 63,6, feren abandonar aquesta hipòtesi que fou rebutjada definitivament pel químic belga Jean Servais Stas i pel rus Dmitri Mendeléiev.
Les observacions que d'ençà del 1886 feu Eugen Goldstein sobre els raigs canals, i les experiències amb camps magnètics que en feu Wilhelm Wien el 1898, indicaren l'existència d'una càrrega elemental positiva, amb càrrega igual a la de l'electró ja descobert, però amb signe oposat, el protó. Amb aquest descobriment i amb el descobriment que els àtoms dels diferents elements químics estaven constituïts per un nombre diferent de protons, donaren validesa a part de la hipòtesi de Prout. Finalment, la fusió nuclear i, en concret, la nucleosíntesi estel·lar dels elements químics a partir de reaccions nuclears a l'interior de les estrelles partint d'hidrogen (cadena protó-protó), han confirmat també aquesta hipòtesi quant a l'origen dels elements químics. L'existència del neutró al nucli atòmic, no considerat en la hipòtesi, l'existència dels isòtops d'un mateix element químic, desconeguts per Prout, i el defecte màssic, que es dona en fusionar-se els nuclis, explicat a partir de la relació d'Albert Einstein massa-energia en el context de la teoria de la relativitat restringida, impedeixen que les masses atòmiques relatives siguin múltiples sencers de la de l'hidrogen.